# Rote Flora

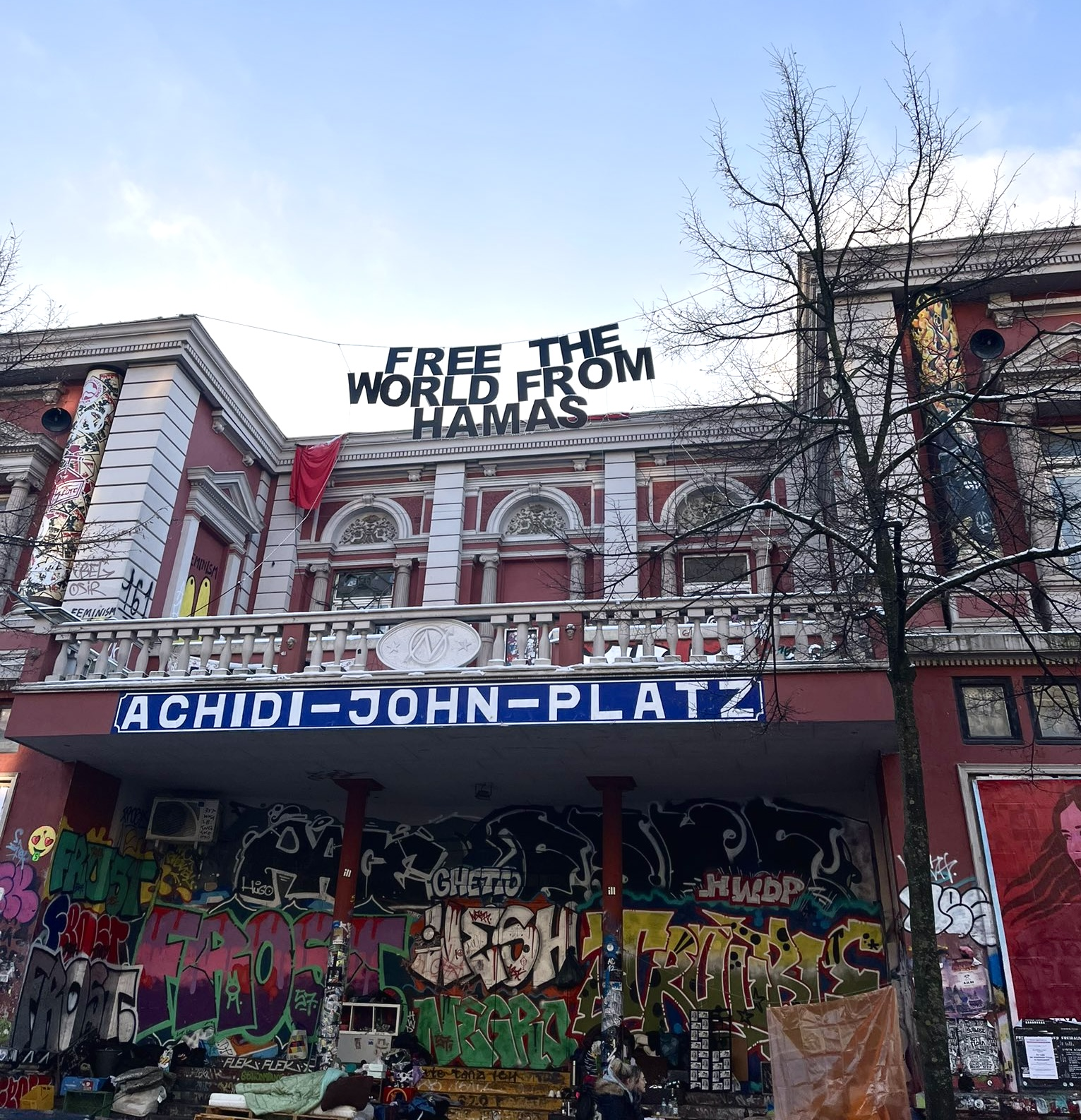
Außenansicht der Roten Flora im Dezember 2023

Die Rote Flora ist ein Autonomes Zentrum im seit November 1989 besetzten Restgebäude des ehemaligen Flora-Theaters am Schulterblatt 71 im Schanzenviertel des Hamburger Stadtteils Sternschanze. Es gilt wie die besetzten Gebäude der Hafenstraße als symbolträchtiger Ort der Autonomen-Szene Hamburgs sowie als Ausgangspunkt überregionaler sozialer, kultureller und politisch motivierter Aktivitäten der Radikalen Linken.

## Geschichte des Floratheaters

### Vorläufer

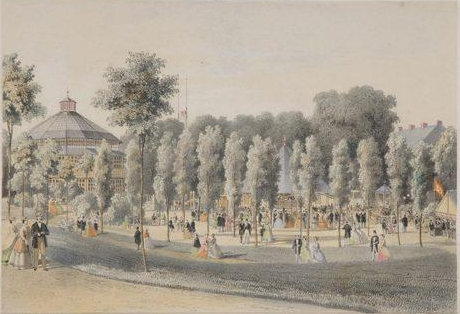
Schmidt’s Tivoli am Schulterblatt, 1864, Vorgängerbau des Concerthaus Flora

Während der Franzosenzeit 1806 bis 1814 waren sämtliche 26 in dieser Gegend stehenden Gebäude von napoleonischen Truppen zur besseren Verteidigung der Sternschanze niedergebrannt worden.
Im Jahr 1835 eröffnete ein Sommertheater mit Ausflugsgarten auf der Altonaer Seite des Schulterblatts. Es war mit einer einfachen, unüberdachten Holzbühne ausgestattet. Altona unterstand zu der Zeit dem dänischen König; auf der gegenüberliegenden Straßenseite begannen das Gebiet des Rosenhofes, des Dorfes Eimsbüttel und des Hamburger Bergs, der ab 1833 als St. Pauli-Vorstadt unter Hamburger Verwaltung stand. Das Schulterblatt war zu jener Zeit eine relativ spärlich bebaute Landstraße in Richtung Pinneberg.
1855 kaufte der Gastronom H.F.P. Schmidt das Gelände, ließ eine neue Bühne und einen Fachwerkrundbau errichten und im Garten einen Teich, Schaukeln, Tierkäfige und Karussells anlegen. Es eröffnete 1859 als Schmidt’s Tivoli und soll zu diesem Anlass 4000 Besucher gehabt haben. Das Programm bot Possen, Lustspiele und Opern. Ein Besitzerwechsel brachte 1869 die Neugestaltung und Umbenennung in Damm’s Tivoli mit sich. Nun wurden „Brillantfeuerwerke und italienische Nächte“ geboten. In den 1880er-Jahren wurde der Fachwerkbau abgerissen.

### Konzerthaus und Theater

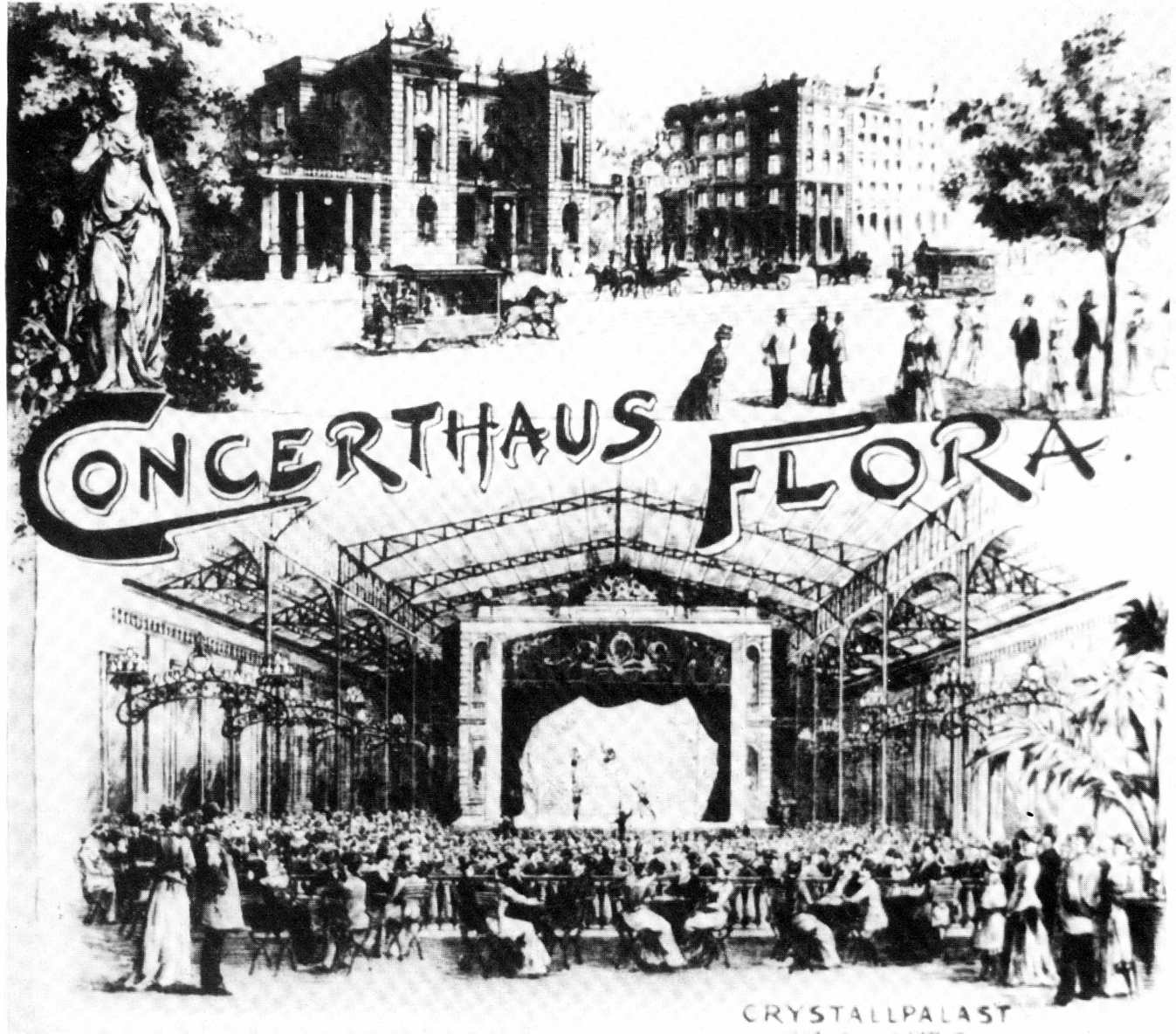
Concerthaus Flora mit dem Crystallpalast, um 1895

Das Floratheater am Schulterblatt, um 1900

Im Jahr 1888 errichteten die Kaufleute Theodor Mutzenbecher und Lerch das Gesellschafts- und Concerthaus Flora an Stelle des Tivolis; es wurde am 2. Juni 1889 eröffnet. Der neue Name wurde von der – zuletzt zum Walfänger umgerüsteten – Bark Flora übernommen, welche abgetakelt als schwimmendes Bier- und Tanzlokal an der Norderelbe vertäut sehr beliebt war, bis sie 1888 abgewrackt wurde. Es entstand ein Komplex aus Gesellschaftsräumen, Konzertsaal, Wiener Café und Wintergarten. Im ersten Obergeschoss waren kleinere Säle für Privatgesellschaften, im zweiten Obergeschoss Mietwohnungen und unter dem Dach Räume für das Dienstpersonal. Im Garten konnte das gehobene Publikum lustwandeln. Das Gelände erstreckte sich vom Schulterblatt bis an die Häuser der heutigen Lippmannstraße und der Eifflerstraße, etwa auf dem Areal des heutigen Flora-Parks.
1890 wurde das Ensemble um eine Konzerthalle erweitert: Im Garten hinter den ein- und zweigeschossigen Häusern der Juliusstraße entstand aus einer für die Pariser Weltausstellung von Gustave Eiffel geschaffenen Stahl-Glas-Halle, der sogenannte Crystallpalast, eine leichte Eisenfachwerkkonstruktion des Jugendstils mit weitem, überhöhtem Mittelschiff und zwei Seitenschiffen, gewächshausartig verglast.
1895 verkauften Mutzenbechers Erben das Hauptgrundstück an die Hamburger Volksbank; weitere Um- und Neubauten folgten. Es konnte erfolgreich als Theater und Varieté weitergeführt werden. Am Anfang des 20. Jahrhunderts schrieb der Operettenkomponist Paul Lincke den Flora-Marsch:
Dora – komm in die Flora,

die so viele Reize hat.

Sie liegt am Schulterblatt,

ist ganz in deiner Näh’,

das schönste Varieté.
Nach dem Ersten Weltkrieg zeichnete sich der Niedergang der großen Vergnügungshäuser auch für die Flora ab. 1921 wurde das erste Obergeschoss an die Elsami-Orient – Tabak und Cigarettenfabrik vermietet und nach deren Konkurs 1924 ab 1925 an die Berlitz School of Languages. Ab 1926 gab es ein modernes Kinovarieté im hinteren Teil des Gebäudes; legendär wurde ein aus Glühlampen geschaffener Sternenhimmel. Um diese Zeit fanden Auftritte mit Siegfried Arno, Hans Albers, Zarah Leander und Johannes Heesters statt. Ende der 1920er Jahre (Weltwirtschaftskrise) musste der Konkurs angemeldet werden. Unter neuer Führung wurde ein neues Programm angeboten; unter anderem sollten Ringkämpfe das Publikum anlocken.
1936/1937 wurde das hintere Ballhaus zu einer Garagenhalle umgebaut; in den Obergeschossen einschließlich des Dachgeschosses wurden 23 Kleinwohnungen geschaffen. 1941 entstand im Flora-Garten ein Hochbunker für 700 Personen. Im Zweiten Weltkrieg, während der Luftangriffe auf Hamburg, blieb die Flora weitgehend unbeschädigt; nur die Garagenhalle wurde zerstört. Bis 1943 wurde das Theater bespielt. Danach wurde es geschlossen und für die Lagerung von Möbeln ausgebombter Hamburger genutzt. 1949 konnte sie nach einer geringfügigen Renovierung wieder eröffnen; gespielt wurde die Revue Die lustige Witwe.

### Kino
Bereits in den 1920er Jahren wurden gelegentliche Filme als Ergänzung zum Varietéprogramm vorgeführt, was sich zu einem prägenden Programmpunkt der Flora entwickelte. Am 24. September 1926 wurde die Flora als Kino-Varieté mit der im gleichen Jahr entstandenen Stummfilmkomödie Die Kleine vom Varieté eingeweiht. Nach dem Umbau des ehemaligen, 1397 Sitzplätze fassenden Theatersaals zum reinen Kino, unter der Leitung des Architekten Hans Schneider, wurde die Flora am 15. August 1953 als „Flora-Filmpalast“ von August Battmer und seinem Teilhaber Johann Wetzel eingeweiht. Der Saal bot 1003 Sitzplätze, aufgeteilt in Parkett, Rang und Loge. Auf dem Vordach wurde der Neonschriftzug „Flora“ angebracht, an der rechten Seite ein Vorführraum angebaut, der bis heute erhalten ist. Mit dem Slogan: „Eines der größten Bezirkserstaufführungstheater an der Grenze zwischen Hamburg und Altona mit gutem Publikum“ warb das Flora-Filmtheater um seine Kinogäste. Im Februar 1963 wurde der Spielbetrieb eingestellt und das Kino geschlossen. 2017 eröffnete im Nachbargebäude das SchanzenKino 73 als weltweit erstes Kopfhörerkino, bei dem Besucher die Sprachversion des Films individuell wählen können.

### Warenhaus

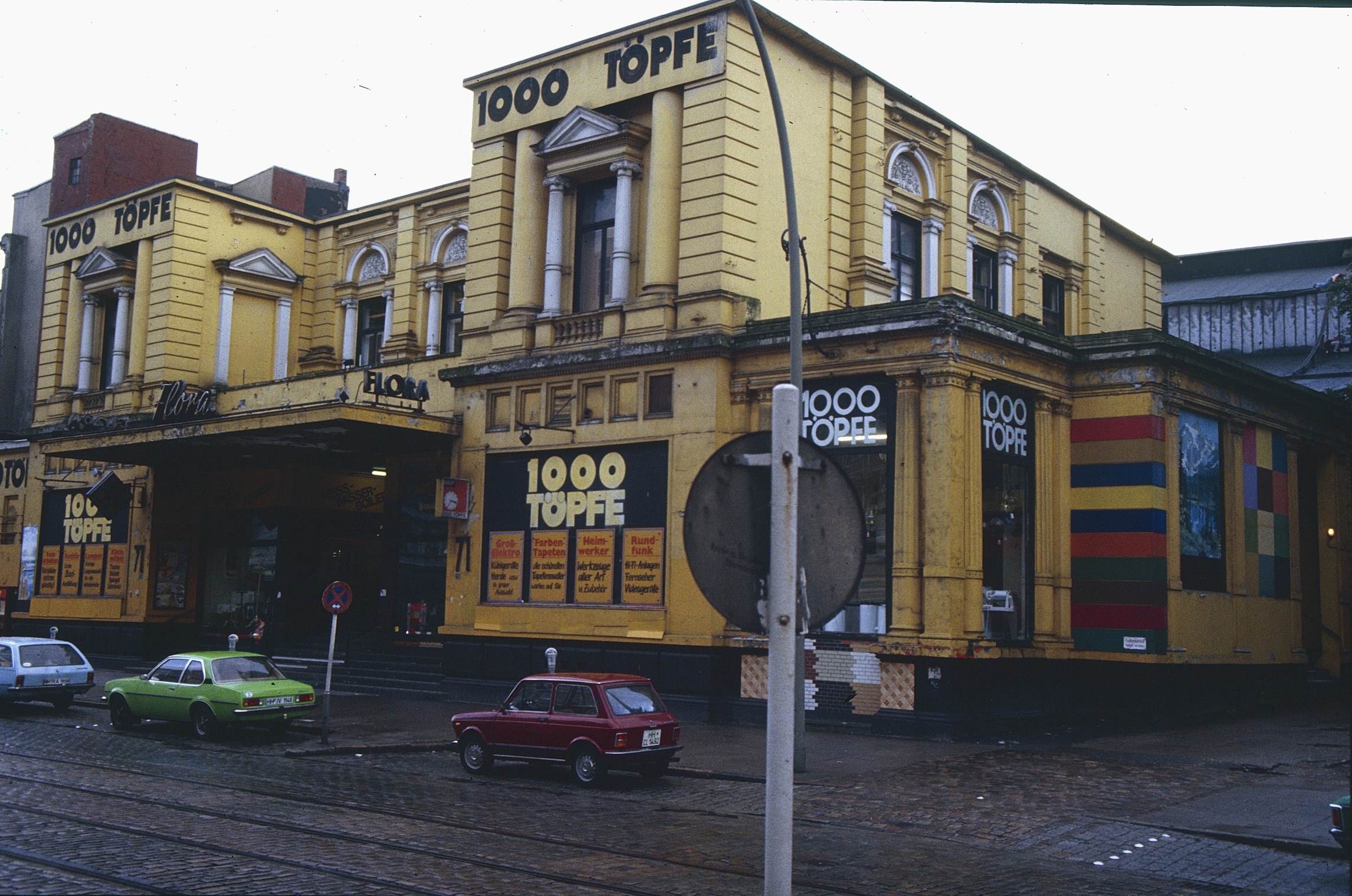
1000 Töpfe, vor 1985

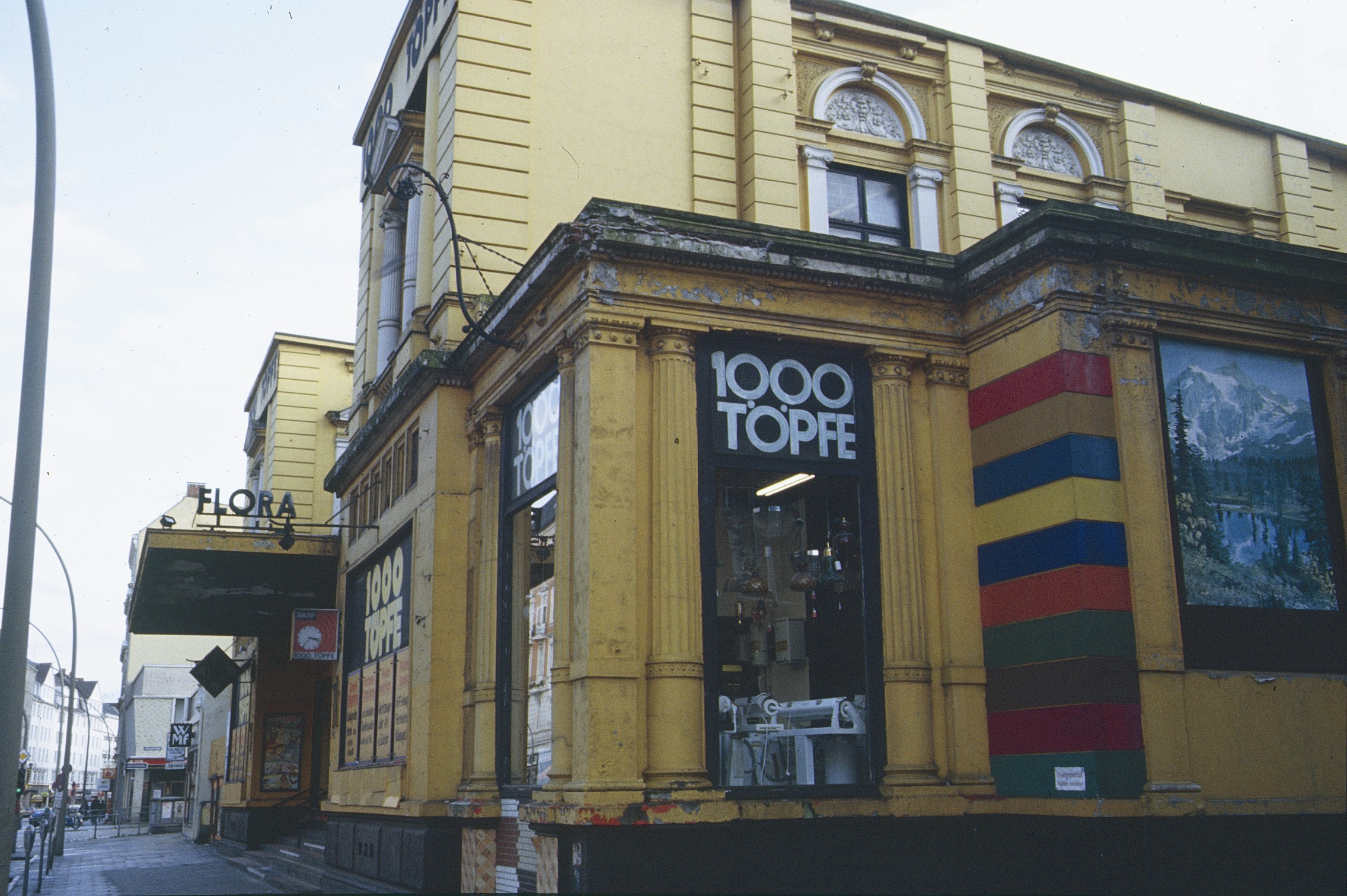
1000 Töpfe, vor 1985

1964 kaufte die Sprinkenhof AG als Grundstücksgesellschaft der Stadt Hamburg das Gebäude und vermietete es an die Kaufhauskette „1000 Töpfe“. 1974 wurden das Dachgeschoss und das zweite Obergeschoss abgetragen und durch ein Flachdach ersetzt.
1979 gab es Planungen, im Gebäude der Flora eine Ausweichstelle für das zu renovierende Schauspielhaus einzurichten. Angesichts geschätzter Kosten in Höhe von 4,7 Millionen DM wurde das Vorhaben als zu teuer verworfen. Ein Jahr später plante das Klecks-Theater zusammen mit dem Filmhaus einen Umbau und die Wiederbelebung der Flora als Theater, den Aufbau eines neuen 2. Stockwerks und die Errichtung von Werkstätten. Auch für diese Planungen fand sich nach einem Kostenvoranschlag von 9 Millionen DM kein Investor.

### Teilabriss
1987 wurde der Musical-Produzent Friedrich Kurz auf das Gebäude aufmerksam. Kurz trat an die Stadt Hamburg mit dem Wunsch heran, das Gebäude zum Musical-Theater umzubauen. Er wollte dort ab 1989 das Musical Das Phantom der Oper aufführen. Ende 1987 zog 1000 Töpfe aus. Innerhalb weniger Monate regte sich Widerstand gegen die Musicalpläne. Ein Bündnis von Anwohnern, Gewerbetreibenden und autonomen Gruppen organisierte Proteste und äußerte die Befürchtung, mit einem Musicaltheater an dieser Stelle könnten Mieten für Gewerbe und Wohnraum steigen. 
Im April 1988 wurde der größte Teil des historischen Floratheaters abgerissen. 
Nur der Eingangsbereich des Floratheaters sollte erhalten werden; dahinter sollte ein Neubau mit der neuen Musicalspielstätte entstehen. Nach zahlreichen Aktionen, einer Platzbesetzung im Juni 1988 und militanten Anschlägen gegen die Baustelle gaben die Investoren das Musicalprojekt im September 1988 an dieser Stelle auf. Stattdessen wurde die Neue Flora gebaut.

## Geschichte des Stadtteilkulturzentrums

### Hausbesetzung und Stadtteilprojekt

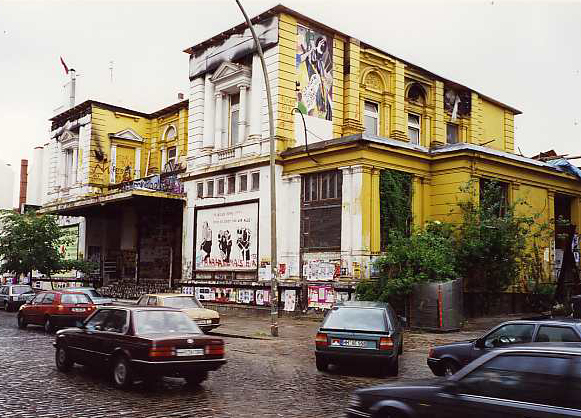
Rote Flora, Juni 1996

Bis zum Sommer 1989 stand das Restgebäude leer. Lediglich Initiativen aus dem Stadtteil bemühten sich in sogenannten Winterfestmachaktionen um den provisorischen Erhalt des Restgebäudes. Im August 1989 bot die Stadt den Initiativen überraschend einen befristeten sechswöchigen Nutzungsvertrag an, um die Vorstellung einer alternativen Nutzung als Stadtteilzentrum öffentlich zu präsentieren. Die Gruppen gingen auf dieses Integrationsangebot zunächst ein. Nachdem am 23. September 1989 die Rote Flora offiziell eröffnet wurde, wurde sie am 1. November 1989 für besetzt erklärt. Seitdem wird das Gebäude als kultureller und politischer Treffpunkt genutzt. Die Belange des Projekts werden im Rahmen der Selbstverwaltung organisiert. 
1990 und 1991 errichteten die Nutzer der Roten Flora auf dem hinter dem Restgebäude liegenden Freigelände – dem ehemaligen Bauplatz – in Eigenarbeit einen Park. Die Stadt wollte an dieser Stelle nunmehr sozialen Wohnungsbau verwirklichen. Im Juli 1991 wurde in einem großangelegten Polizeieinsatz mit über 1000 Beamten der Park geräumt.
Im August 1992 trat die damalige Senatorin für Stadtentwicklung, Traute Müller (SPD), im Auftrag des Hamburger Senats an die Rote Flora mit der Aufforderung heran, binnen sechs Wochen einen Vertrag über die Nutzung des Gebäudes mit der Stadt Hamburg zu unterzeichnen. Andernfalls würde das Projekt geräumt. Die Verhandlungen zogen sich ohne eine abschließende Einigung über sechs Monate hin. Die angedrohte Räumung wurde nicht vollzogen; die Rote Flora blieb besetzt. Nach einem großen Brand im November 1995 wurde sie von Besetzern in Eigenarbeit wieder instand gesetzt.

### Verkauf und Privatbesitz

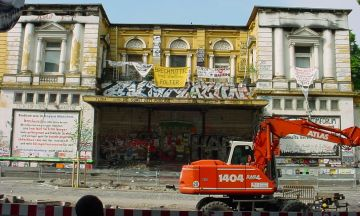
Rote Flora, Juni 2002

Im Herbst 2000 wollte der damalige rot-grüne Hamburger Senat unter Bürgermeister Ortwin Runde erneut Verhandlungen über eine vertragliche Absicherung der Gebäudenutzung führen. Anlass war der anstehende Bürgerschaftswahlkampf 2001, in dem die Opposition die seit elf Jahren andauernde Besetzung der Roten Flora zum Wahlkampfthema machen wollte. Das Nutzerplenum der Roten Flora lehnte das Vertragsangebot nach kontroversen internen Diskussionen ab. Im März 2001 verkaufte der Senat der Stadt Hamburg überraschend das Haus für 370.000 DM an den Immobilienkaufmann Klausmartin Kretschmer, der beim Kauf zusicherte, am Status der Roten Flora nichts ändern zu wollen. Ohne Zustimmung des Senats kann die Rote Flora nicht weiterverkauft werden.
Kretschmer gab 2012 an, er habe für das Gebäude ein Angebot von 20 Millionen Euro und könne sich vorstellen, das Gebäude zu verkaufen. Der Bezirk Altona erließ daraufhin eine „Veränderungssperre“ für das Gebäude und legte fest, dass eine dauerhafte kommunale Nutzung gegeben sein müsse.
Seit dem Todesfall Achidi John Ende 2001 wird der Platz vor der Roten Flora umgangssprachlich auch Achidi-John-Platz genannt.
Im November 2004 wurde in einer Festwoche das 15-jährige Bestehen der Besetzung gefeiert.

### Demonstrationen gegen den G8-Gipfel und Hausdurchsuchungen
Vor dem G8-Gipfel in Heiligendamm 2007 wurde das Gebäude im Rahmen eines Ermittlungsverfahrens wegen des Verdachts der Bildung einer terroristischen Vereinigung (§ 129a StGB) am 9. Mai 2007 durch die Bundesanwaltschaft durchsucht. Beamte des Bundeskriminalamtes, der Bundesanwaltschaft und des Hamburger LKA durchsuchten vier Stunden lang Räume des Gebäudes; sie stellten Computer, Drucker, Faxgeräte und zahlreiche Dokumente sicher. Am gleichen Abend kam es zu einer Demonstration gegen die Durchsuchungsaktion und danach zu Auseinandersetzungen mit der Polizei. Das Nutzerplenum der Roten Flora bezeichnete in einer Presseerklärung die Durchsuchung als Versuch, Proteste gegen den G8-Gipfel in Heiligendamm zu kriminalisieren. Der 3. Senat des Bundesgerichtshofs erklärte später die Durchsuchung und die Beschlagnahme von Gegenständen in der Roten Flora für rechtswidrig. Das der Durchsuchungsaktion zugrunde liegende Ermittlungsverfahren wurde im September 2008 gegen alle Beschuldigten mangels Vorliegen eines Tatverdachts von der zuletzt zuständigen Staatsanwaltschaft Hamburg eingestellt.
Am 6. Juli 2008 durchsuchten Polizeikräfte das Projekt erneut mit einem Großaufgebot. Vorangegangen war ein Streit vor dem Gebäude, in den sich Besucher der Roten Flora eingemischt hatten. Im folgenden Polizeieinsatz kam es zu einer gewalttätigen Auseinandersetzung, in deren Verlauf nach Darstellung der Polizei mutmaßliche Straftäter in die Flora flüchteten. Nachdem den vor Ort befindlichen Polizeikräften der Zutritt zum Gebäude verwehrt worden war, brachen Bereitschaftspolizisten im Schutze von Wasserwerfern die verschlossenen Türen auf. Bei der Durchsuchung des Gebäudes wurden 13 Personen festgenommen. In einer Stellungnahme der Nutzer der Roten Flora wurde der Einsatz als unverhältnismäßig kritisiert und als politischer Angriff auf das Gesamtprojekt bezeichnet. Noch am selben Abend kam es in Hamburg und weiteren Städten zu zahlreichen Spontandemonstrationen. Im April 2009 wurde die Rolle der Roten Flora im Hamburger Schanzenviertel zum Thema in der Hamburger Lokalpresse. Der Eigentümer des Gebäudes, Klausmartin Kretschmer, warf den Nutzern des Gebäudes in einem Interview mit der Zeitung Die Welt mangelnde Kreativität und einen fehlenden Bezug zum übrigen Stadtteil vor. Er wolle jedoch an seiner Zusage festhalten, am Status der Roten Flora nichts zu ändern. Lokalpolitiker der SPD und der CDU reagierten auf die Berichterstattung mit Erklärungen, die die Zukunft des Projekts infrage stellten. An einem so exponierten Ort wie dem der Roten Flora könne es keine abgeschottete Privatveranstaltung geben; zudem wurde dem Grundeigentümer signalisiert, bei Änderungswünschen hinsichtlich der Nutzung Entgegenkommen zu zeigen. Die Nutzer ihrerseits reagierten in einer ersten Erklärung mit dem Hinweis, dass aufgrund des durch die Aufwertung gestiegenen Grundstückspreises auf sieben Millionen Euro wirtschaftliche Interessen an einer Beendigung des Projekts mit einer entsprechenden kommerziellen Folgenutzung bestünden.

### Jubiläum und Rückkauf durch die Stadt Hamburg
Anlässlich des 20-jährigen Bestehens der Roten Flora wurde im September und Oktober 2009 unter anderem eine Reihe von Veranstaltungen organisiert, die die Geschichte und die Perspektiven des Projekts thematisierten. In diesem Zusammenhang äußerte sich der Eigentümer Klausmartin Kretschmer in einem Interview mit dem Stadtmagazin Szene Hamburg, in dem er die Zukunft des Projekts erneut in Frage stellte und erstmals eine Räumung des besetzten Hauses durch ihn ins Gespräch brachte.
Im Juni 2010 berichteten verschiedene Lokalzeitungen, es gebe Überlegungen innerhalb der zuständigen Behörden in Hamburg, das Objekt vom Eigentümer zurückzukaufen. Damit solle verhindert werden, dass ein Verkauf an private Investoren zu unkalkulierbaren Auseinandersetzungen um die Rote Flora führe. Entsprechende Gespräche mit dem Eigentümer sollte der Leiter des zuständigen Bezirksamts Altona, Jürgen Warmke-Rose, gemeinsam mit einem Vertreter der Finanzbehörde führen. Zunächst sei Stillschweigen über Inhalte und Ergebnisse dieser Gespräche zwischen den Beteiligten vereinbart worden.
Einen für Anfang August 2010 verabredeten Termin mit Vertretern der Stadt sagte der Eigentümer Kretschmer kurzfristig ab, da er die Vertraulichkeit der Gespräche nicht mehr gewahrt sah. Unmittelbar zuvor hatte Kretschmer über verschiedene Medien in Hamburg verlauten lassen, er strebe einen Ideenwettbewerb an, in dem Anwohner des Schanzenviertels ihre Vorstellungen über eine künftige Nutzung des Gebäudes einbringen könnten.
Im Dezember 2010 setzten sich Hamburger Initiativen unter dem Motto Ich würd’s so lassen in einer Kampagne für den Erhalt des besetzten Projekts ein und erteilten Kretschmers Plänen nach Beendigung des Projekts eine Absage. Im Rahmen einer Unterschriftenaktion unterstützen rund 1500 Einzelpersonen, verschiedene Kultur- und Verlagsprojekte und andere diese Kampagne.
Im August 2013 vermietete Kretschmer, laut dem Hamburger Abendblatt, das Haus an Gert Baer von der Firma Baer und Baer Consulting. Im Oktober 2013 wurde bekannt, dass es Pläne gibt, ein sechsstöckiges Kulturzentrum mit Konzerthalle anstelle der Flora zu bauen. Tatsächlich besteht seit 2011 eine Veränderungssperre für das Gebiet: das Gebäude der Roten Flora muss erhalten werden und ist ausdrücklich als Fläche für den Allgemeinbedarf und Stadtteilkulturzentrum ausgewiesen. Die Bezirksversammlung in Altona verabschiedete Ende Oktober einen Beschluss, dass das Haus nicht mehr umgebaut oder abgerissen werden und Stadtteilkulturzentrum bleiben soll. Kretschmer beantragte daraufhin eine private Nutzung des Gebäudes. Ihm liege das Angebot einer amerikanischen Bekleidungsfirma vor, und er könne sich vorstellen, im Haus Flüchtlinge zu beherbergen.
Ende Oktober 2013 drohte der Eigentümer Kretschmer, einen für den 3. November 2013 geplanten Auftritt der Hip-Hop-Gruppe Fettes Brot zu unterbinden, und sprach ein Hausverbot aus. Kretschmer hatte der Band zuvor angeboten, die Räumlichkeiten „gegen eine Nutzungsgebühr“ von 5.000 Euro in Anspruch zu nehmen, was die Band jedoch ablehnte. Am 2. November 2013 reichte Kretschmer eine Anzeige wegen „der drohenden Straftat eines Hausfriedensbruchs“ ein. Zum Konzert am 3. November 2013, das mit einer Videoprojizierung auf die Wand des Nachbargebäudes auch draußen übertragen wurde, kamen 2000 Menschen. Am selben Tag reichte Kretschmer eine weitere Anzeige gegen die Band ein, nunmehr wegen Hausfriedensbruchs. Kurz darauf warf Kretschmer den Besetzern vor, in 24 Jahren Besetzung mehr als neun Millionen Euro eingenommen zu haben. Im Dezember 2013 stellte Kretschmer das Ultimatum, dass die Besetzer das Haus bis zum 20. Dezember 2013 räumen sollen, und verlangte 25.000 Euro pro Monat für jede weitere Nutzung des Gebäudes. In einer weiteren Mitteilung ließ er jedoch mitteilen, dass die Räumung durch die Behörden nicht vor Weihnachten stattfinden solle.
In diesem Kontext kamen am 21. Dezember 2013 nach Polizeiberichten etwa 7.300, laut Veranstalter über 10.000 Menschen zu einer Demonstration unter dem Motto „Die Stadt gehört allen! Refugees, Esso-Häuser und Rote Flora bleiben“ auf dem Schulterblatt zusammen. Die Demonstration sollte laut Veranstalter das Ausmaß des Widerstands verdeutlichen, mit dem im Falle eines Räumungsversuchs zu rechnen gewesen wäre. 4000 Polizisten waren im Einsatz. Es kam zu gewaltsamen Auseinandersetzungen zwischen Demonstranten und der Polizei.
Im Januar 2014 erklärte der Hamburger Finanzsenator Peter Tschentscher (SPD), dass dem Eigentümer Kretschmer ein Angebot über 1,1 Millionen Euro zum Rückkauf der Flora gemacht wurde. Kretschmers Berater Gert Baer äußerte daraufhin, dass der Kaufpreis lächerlich und die rechtliche Argumentation der Stadt nicht haltbar sei. Baer ließ weiterhin verlauten, der Senat und der Bürgermeister hätten eine rote Linie überschritten, weil sie Steuerhinterziehern und Linksextremisten einen rechtsfreien Raum schenken würden. Das Wiederkaufsrecht der Stadt sei, nach zehn Jahren, vertragsgemäß im Grundbuch gelöscht worden, im Kaufvertrag stehe zudem, dass nur „zunächst“ eine weitere Bebauung des Grundstücks ausgeschlossen sei. Daher könne neu verhandelt werden. Vertreter der Roten Flora sagten auf einer Pressekonferenz am 16. Januar 2014 dazu: „Uns ist egal wer Eigentümer des Gebäudes ist, klar ist, dass die Flora als Kulturzentrum erhalten bleibt.“
Am 17. Januar 2014 trat eine Änderung des Bebauungsplans in Kraft: „der Rückbau, die Änderung, die Nutzungsänderung oder die Errichtung baulicher Anlagen“ bedürfen seitdem zusätzlich einer Genehmigung durch das Bezirksamt Altona. Der „Bebauungsplan Sternschanze 7“ ist im Hamburgischen Gesetz- und Verordnungsblatt veröffentlicht worden. Der Eigentümer Kretschmer nahm das Rückkaufangebot bis zum Ablauf der Frist am 3. Februar 2014 nicht an. Danach beauftragte die Stadt Rechtsanwälte, um ihr Interesse gerichtlich durchzusetzen. Nach Ablauf der Frist will der Senat nunmehr die Rote Flora gemäß dem Kaufvertrag von 1991 für nur noch 190.000 Euro zurückkaufen. Hierauf drohte Kretschmer der Stadt mit einer Schadensersatzforderung. Zudem stellte Kretschmer vier Bauvoranfragen, die vorsahen, die Rote Flora mit einem 2000 Plätze fassenden Musiktheater zu überbauen. Dabei sollten auch fremde Grundstücke mit überbaut werden.
Zwei ehemalige Wachleute gaben im Mai 2014 gegenüber einem Anwalt der Roten Flora in eidesstattlichen Erklärungen an, dass Kretschmer sie gefragt hätte, wie viel es kosten würde, die Flora anzuzünden. Der Sprecher Kretschmers bestritt eine solche Aufforderung. Zudem soll es einen Plan für einen Sturm auf das Gebäude gegeben haben. Laut Berichten der taz soll es bereits ein Jahr zuvor ähnliche Überlegungen im Umfeld Kretschmers gegeben haben. Die Rote Flora hatte im August 2013 in einer Erklärung entsprechende Befürchtungen geäußert.
Ende Oktober entschied die Gläubigerversammlung im Insolvenzverfahren über das Vermögen des Eigentümers Kretschmer, dass das Haus für 820.000 Euro an die städtische Lawaetz-Stiftung verkauft wird. Die Übergabe erfolgte am 1. November 2014.
Im Herbst 2013 begannen Aktivisten der Roten Flora mit einem eigenhändigen Umbau. Unter anderem wurde ein neuer Eingang, ein neues Treppenhaus und neue Räume errichtet, um Platz für eine vielfältigere Nutzung des Gebäudes zu schaffen. Die Floristen geben die Motivation für die Bauarbeiten, die sie als das „größte und ambitionierteste linksradikale Bauprojekt seit 30 Jahren“ bezeichnen, wie folgt an: „Wir wollen, dass die Rote Flora auch in 25 Jahren noch immer besetzt, unverträglich und ein Ausgangspunkt von politischer Intervention ist. Sie soll auch in 25 Jahren noch immer ein wichtiger Ort von und für die linke Bewegung sein. Wir wünschen uns für die Zukunft noch vielfältigere Nutzungsmöglichkeiten und noch mehr Menschen, die sie mitgestalten und sich in der Roten Flora wohlfühlen. Wir wollen nicht nur die Substanz des mittlerweile 125 Jahre alten Gebäudes erhalten, sondern die Rote Flora durch Umbauten noch lebendiger, schöner und offener machen.“ Im Juli 2015 startete eine sechswöchige „Sommerbaustelle“, in deren Rahmen 50 Wandergesellen in der Roten Flora wohnten und täglich Bauarbeiten vornahmen. Laut Angaben der Besetzer wurden mindestens 6000 Arbeitsstunden investiert und mehr als 80.000 Euro durch Spenden und ein Crowdfunding des FC St. Pauli eingenommen.

### Verdeckte Ermittlungen durch das LKA
1998 wurde ein unter dem Decknamen Stefan ermittelnder Beamter enttarnt, dessen Einsatz vom Polizeipräsidenten und früheren Verfassungsschutzchef Ernst Uhrlau (SPD) angeordnet worden war. Der damalige Innensenator Hartmuth Wrocklage (SPD) rechtfertigte die Aktion damit, Stefan sei lediglich ein „verdeckter Aufklärer“ gewesen. Heftige Kritik übte die damals an der Landesregierung beteiligte Grün-Alternative Liste an dem Einsatz, dessen Rechtsgrundlage umstritten war.
Im November 2014 wurde bekannt, dass eine Beamtin des Landeskriminalamts Hamburg unter dem Namen Iris Schneider als Verdeckte Ermittlerin in der Szene der Roten Flora tätig gewesen war. Eine Recherchegruppe der Flora hatte ein Jahr daran gearbeitet, das Wirken der Beamtin in der Szene zu dokumentieren und nachzuzeichnen. Die Gruppe veröffentlichte die persönlichen Daten wie Name, Anschrift und Porträtfoto der Beamtin im Internet. Die Ermittlerin sei 2000 bis 2006 fester Bestandteil des Kulturzentrums gewesen und habe nicht nur Privatwohnungen unter ihrer Tarnidentität betreten, Liebesbeziehungen geführt und Persönlichkeitsrechte verletzt, sondern über drei Jahre hindurch in einer feministischen Redaktionsgruppe des Senders Freies Sender Kombinat (FSK) mitgearbeitet. Dort beteiligte sie sich an der journalistischen Arbeit. Die Deutsche Journalistinnen- und Journalisten-Union stufte dies als schweren Eingriff in die Pressefreiheit ein.
Der Hamburger Senat bestätigte den Einsatz nach einer Kleinen Anfrage von Christiane Schneider (Die Linke). Er sei zunächst als „gefahrenabwehrende Maßnahme angeordnet worden“. Einige Monate nach Beginn des Einsatzes bis zum Ende sei die Beamtin dann im Rahmen von Ermittlungsverfahren der Bundesanwaltschaft eingesetzt worden. Einer Stellungnahme zu Einzelheiten des Einsatzes stünden die „Aufrechterhaltung der Funktionsfähigkeit der Polizei als Strafverfolgungs- und Gefahrenabwehrbehörde“ und das „Staatswohl“ entgegen. Im Dezember 2014 erklärten Innensenator Michael Neumann (SPD) und Vertreter der Polizei in einer Sitzung des Innenausschusses der Bürgerschaft, Iris Schneider sei „nach einer Einarbeitungszeit“ vom 1. August 2001 bis zum 31. März 2006 als verdeckte Ermittlerin sowohl für die Bundesanwaltschaft zur Strafverfolgung als auch für das Hamburger LKA zur Gefahrenabwehr tätig gewesen. Das LKA habe weder die Mitarbeit am FSK angeordnet, noch habe es Kenntnis von den Liebesbeziehungen der Beamtin gehabt. Bislang wurden keine Straftaten bekannt, die durch den verdeckten Einsatz aufgeklärt wurden.
Im August 2015 wurde bekannt, dass die verdeckte Ermittlerin Maria Block von 2009 bis 2012 im Haus verkehrte.
Im Mai 2016 wurde ebenfalls bekannt, dass eine weitere verdeckte Ermittlerin unter dem Tarnnamen Astrid Schütt in der Roten Flora tätig war. Laut einer Recherchegruppe aus dem Umfeld der Roten Flora fand der Einsatz von 2006 bis April 2013 statt.
Als im August 2016 die Gesichter und Namen der verdeckten Ermittler auf eine Hauswand der Roten Flora plakatiert wurden, rückte die Polizei mit 50 Beamten an, um diese zu übermalen, nachdem zwei der verdeckten Ermittler gegen die Veröffentlichung geklagt hatten.

### Demonstrationen gegen den G20-Gipfel

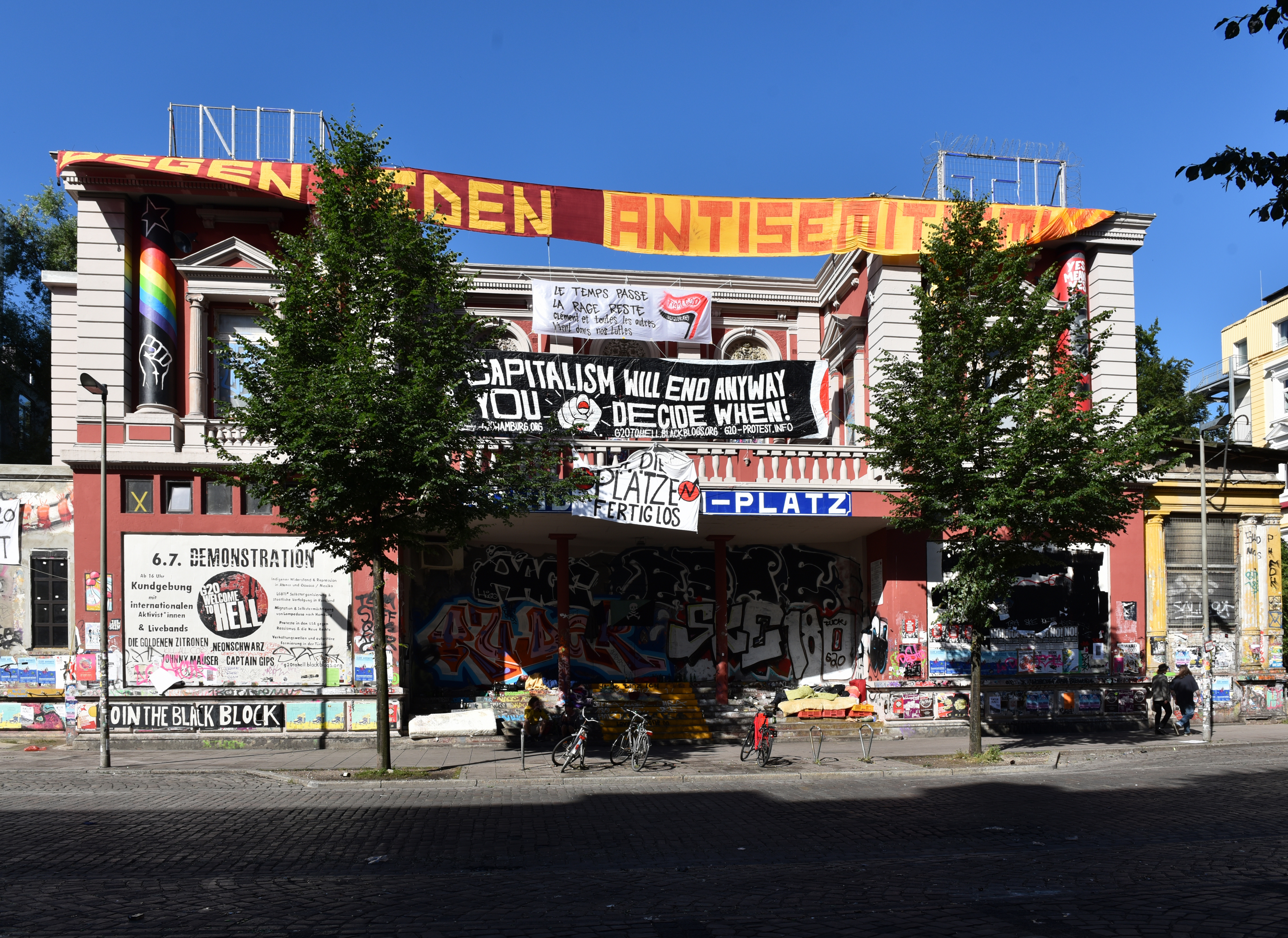
Die Rote Flora mit Bannern gegen den G20-Gipfel in Hamburg

Nach den Protesten gegen den G20-Gipfel in Hamburg 2017 wurde der Roten Flora als „Trutzburg“ der linken Szene eine Mitschuld an den gewaltsamen Ausschreitungen gegeben. Führende Politiker der CDU, unter anderem Peter Tauber und André Trepoll, forderten daher eine Schließung. André Trepoll erhielt daraufhin Morddrohungen mit dem Inhalt: „Heute Verbrecher, morgen tot“. Die Rote Flora warf ihrerseits dem Senat vor, einen „Sündenbock“ für das eigene Versagen zu suchen und ein Klima zu schaffen, in dem die „Kriminalisierung von politischen Strukturen, sowie die Zerschlagung des besetzen Projektes Rote Flora […] vorbereitet werden soll“. Mit Blick auf die Ausschreitungen kündigten sie eine „selbstkritische Aufarbeitung der Ereignisse innerhalb der Szene“ an. „Emanzipatorische Politik“ bedeute nicht, „Unbeteiligte in Angst und Schrecken zu versetzen.“
Andreas Blechschmidt, Anmelder der Demonstration „Welcome to Hell“ und ein Sprecher der Roten Flora, erklärte am 8. Juli, diese „Form von Militanz“, die sich „ein bisschen an sich selbst berauscht“ habe, finde man „politisch und inhaltlich falsch.“ Andreas Beuth, Anwalt der Roten Flora, erklärte am 9. Juli, er habe „als Sprecher der Autonomen gewisse Sympathien für solche Aktionen, aber bitte doch nicht im eigenen Viertel, wo wir wohnen. Also warum nicht irgendwie in Pöseldorf oder Blankenese, also da gibt’s auch bei uns großes Unverständnis, dass man im Schanzenviertel die eigenen Geschäfte zerlegt.“ Zwei Tage später bekräftigte er, er lehne Plünderungen und Brandstiftung in ganz Hamburg strikt ab, habe nicht dazu aufgerufen und nur sein Unverständnis für die Motive der Täter ausgedrückt. Er wisse nicht, ob sie zur autonomen Szene gehörten. Ohne die polizeiliche Auflösung der von ihm mit angemeldeten Demonstration Welcome to Hell wäre weit weniger Gewalt entstanden.
Im Nachgang der Ausschreitungen initiierte der Hamburger Unternehmer Alexander Tebbe eine Petition auf Change.org, in der er die Umwandlung der Roten Flora in einen Kindergarten oder eine Grundschule forderte. Dies begründete er damit, dass die Rote Flora die „linksextreme Keimzelle“ der Ausschreitungen gewesen sei und er das Gebäude zum Nutzen der Gesellschaft einsetzen wolle, da zum aktuellen Zeitpunkt die Flora nicht allen Bürgern offenstünde. Die Petition erhielt in unter einem Tag bereits 2300 Stimmen und hatte damit gute Chancen, im Hamburger Senat verhandelt zu werden. Die Petition wurde von Tebbe zurückgezogen, nachdem er massive Drohungen gegen seine Person erhalten hatte.

### Solidarität mit Israel 2023/2024
Fünf Tage nach dem Terrorangriff der Hamas auf Israel 2023 stand auf der Plakatwand der Roten Flora in großen Buchstaben der Slogan Killing Jews is not fighting for freedom (Juden zu töten ist nicht für Freiheit zu kämpfen), darunter „Wir sind solidarisch mit allen Menschen in Israel und allen Jüdinnen und Juden weltweit“ und „You are not alone!“ (Ihr seid nicht allein). Mit dem Transparent nahmen die Aktivistinnen und Aktivisten der Roten Flora eine Gegenposition zu Stimmen aus der Linken ein, die das Massaker der Hamas an israelischen Zivilisten als Befreiungskampf verklärten. Über dem Gebäude wurde der Schriftzug Free the World from Hamas (Befreit die Welt von der Hamas) angebracht. Das sei die richtige Antwort, sagte Hamburgs Kultursenator Carsten Brosda, denn der Hamas gehe es nicht um Freiheit.
Eine von der Hamburger Initiative gegen Antisemitismus im April 2024 geplante Veranstaltung mit dem Titel Israel – eine Innenansicht wurde vom Zentrum kurzfristig abgesagt.

## Kultur

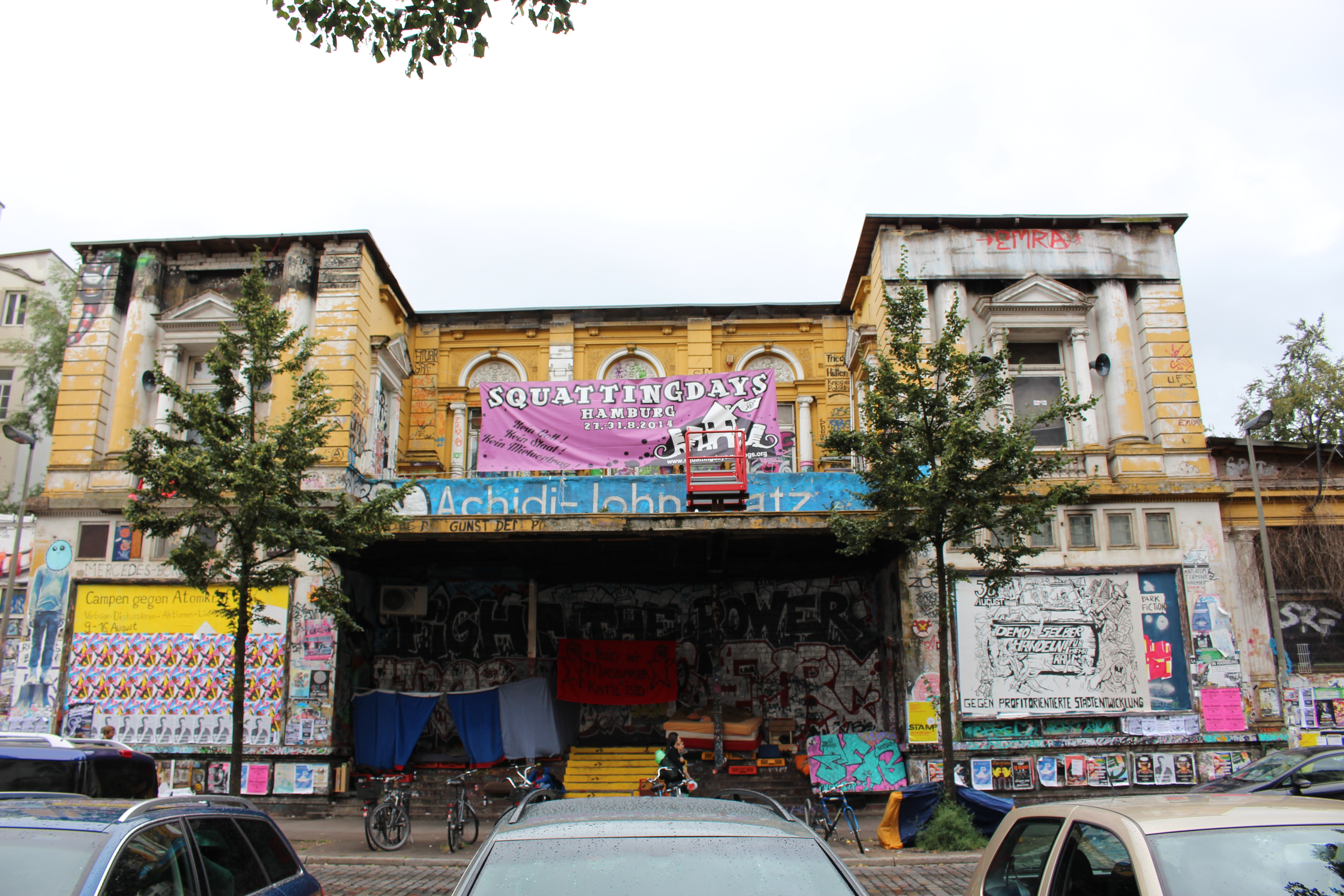
Rote Flora mit einem Transparent für die Squattingdays im August 2014

Aktivisten und Nutzer der Roten Flora haben in der Vergangenheit Kunstaktionen, Flohmärkte, Stadtteilfeste und Ähnliches im Stadtviertel unterstützt und in Bürgerinitiativen mitgewirkt. Themen dabei waren Migration, Nationalismus in Deutschland, Privatisierung öffentlichen Raums, Gentrifizierung und soziale Probleme. Aktivitäten der Flora wurden unter anderem durch Konzerte, Partys und ähnliche Veranstaltungen finanziert.
Die Rote Flora galt in den 1990ern im Schanzenviertel und St. Pauli als zu einer festen „Institution“ geworden, die das Bild des Stadtteils mitgeprägt hat. Möglicherweise lieferten unter anderem nichtkommerziell ausgerichtete Veranstaltungen das „subkulturelle Ambiente“, das in den 1990er Jahren im Rahmen eines Gentrifizierungsprozesses zu einer Aufwertung des Schanzenviertels und zu steigenden Wohnraum- und Gewerbemieten beitrug.

### Musik
Die Band „Roving Bottles“ führte einen Song namens Flora Song auf; Johnny Mauser und Captain Gips plädierten in Flora Bleibt gegen eine Schließung.
Im Song Echohäuser von Thomas Wenzel und Ømmes Frühling (2013) wurde das Gebäude erwähnt.
Am 30. August 2014 gab die Musikgruppe Beginner in der Roten Flora ein Gratiskonzert anlässlich ihres 25-jährigen Bestehens. Das Konzert wurde mit einer Videoleinwand und Musikanlage auf das Schulterblatt übertragen.

### Film
Die verdeckten Ermittlungen durch das LKA in der Roten Flora sind Thema des abendfüllenden Dokumentarfilms Im inneren Kreis (2017) von Claudia Morar und Hannes Obens. Darin berichten Betroffene vom Ausmaß der Überwachung und von deren Folgen für ihr Privatleben und die Autonomen-Szene allgemein. Ebenfalls zu Wort kommen der Generalbundesanwalt Kay Nehm, ein Vertreter des Bundes deutscher Kriminalbeamter, der ehemalige Bundesinnenminister Gerhart Baum und andere als Versuch, möglichst alle relevanten Perspektiven auf die Einsätze zu repräsentieren.

### Archiv der Sozialen Bewegung
Seit 1998 hat das Archiv, das seit 1989 besteht, seine Räume in der Roten Flora. Der Archivbestand umfasst Zeitschriftentitel, Broschüren, Flugblätter, Bücher, Presseausschnitte, Plakate und Fotos zum Protest, Widerstand der Bewegung seit den späten 1960er Jahren.

## Sonstiges

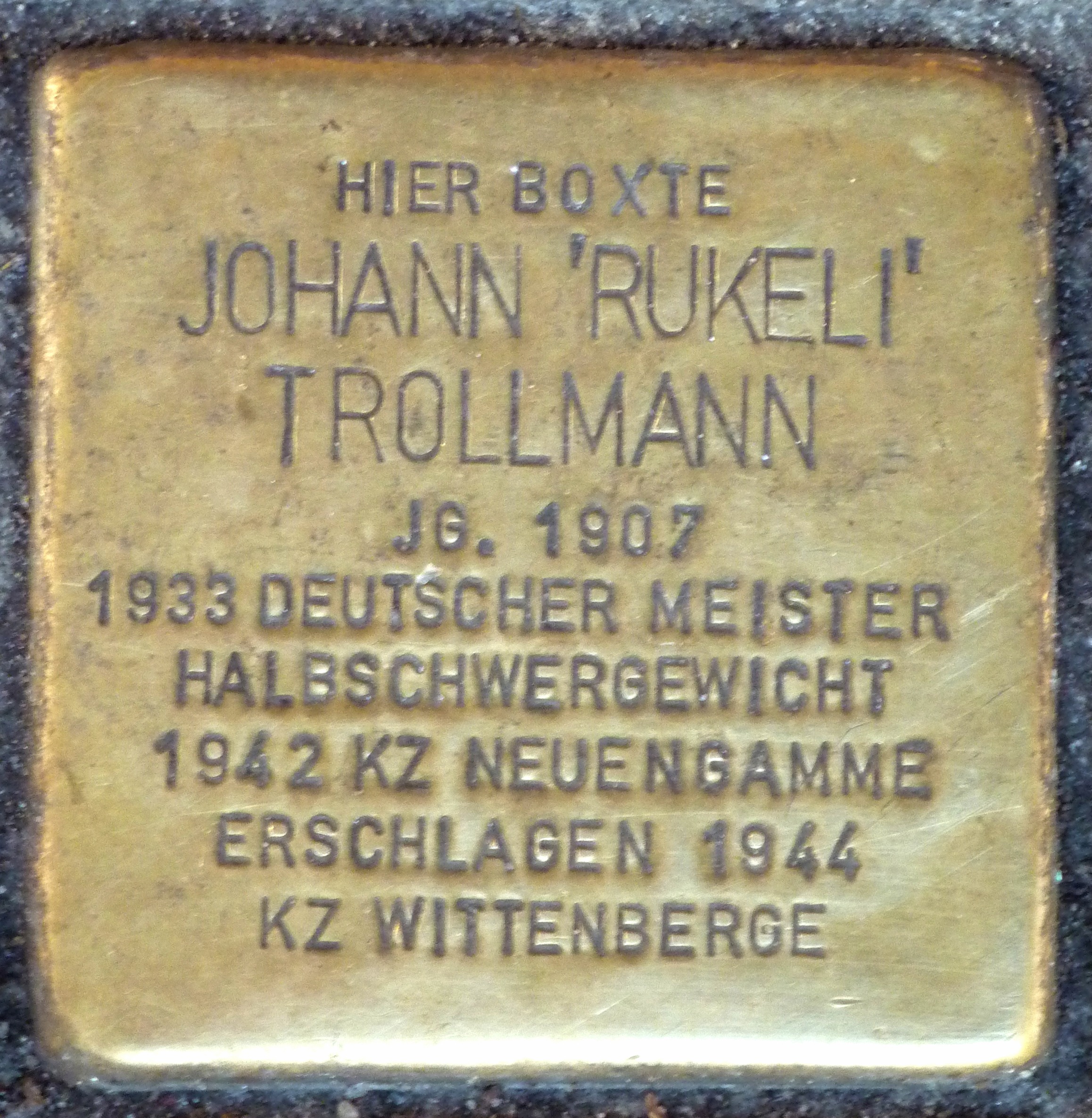
Stolperstein für Johann Trollmann

Im Mai 2009 wurde vor dem Portal der Roten Flora ein Stolperstein für den aus einer Sinti-Familie stammenden Boxer Johann Wilhelm Trollmann verlegt. Trollmann hatte einige seiner Profiboxkämpfe – zuletzt im November 1933 – im historischen Flora-Theater bestritten.